# Agulla (rafidiòpter)
Agulla és un gènere de rafidiòpters de la família Raphidiidae.
Les espècies Agulla són depredadores, tant en estat adults com larvari. Són originàries de la Colúmbia Britànica i l'oest dels Estats Units, concretament a les Muntanyes Rocoses i cap a l'oest, inclosos els deserts del sud-oest.

## Sistemàtica
En l'actualitat es coneixen 31 espècies vives i dues espècies extingides d'Agulla d'Amèrica del Nord. Les espècies es divideixen en quatre subgèneres, amb dues espècies extintes (†) que queden sense col·locar en el gènere.
- Agulla
  - Subgènere Agulla
    - A. (A.) arazonia (Banks)
    - A. (A.) amaudi (Aspöck)
    - A. (A.) assimilis (Albarda)
    - A. (A.) astuta (Banks)
    - A. (A.) barri (Aspöck)
    - A. (A.) bicolor (Albarda)
    - A. (A.) bractea Carpenter
    - A. (A.) crotchi (Banks)
    - A. (A.) faulkneri Aspöck
    - A. (A.) flexa Carpenter
    - A. (A.) herbsti (Ebsen-Peterson
    - A. (A.) nixa

  - Subgènere Galavia
    - A. (G.) adnixa (Hagen) 
    - A. (G.) modesta Carpenter
    - A. (G.) paramerica Aspöck
    - A. (G.) unicolor Carpenter

  - Subgènere Franciscoraphidia
    - A. (F.) directa Carpenter

  - Subgènere Californoraphidia
    - A. (C.) nigrinotum Woglum & McGregor

  - Subgènere incertae sedis
    - †A. mineralensis (Miocè, Stewart Valley, Nevada, EUA)
    - †A. protomaculata (Lutecià, Formació del Green River, Colorado, EUA)